# Stadtwerke Karlsruhe
Die Stadtwerke Karlsruhe GmbH ist die Gesellschaft zur Versorgung Karlsruhes mit Strom, Erdgas, Trinkwasser und Heizwärme.

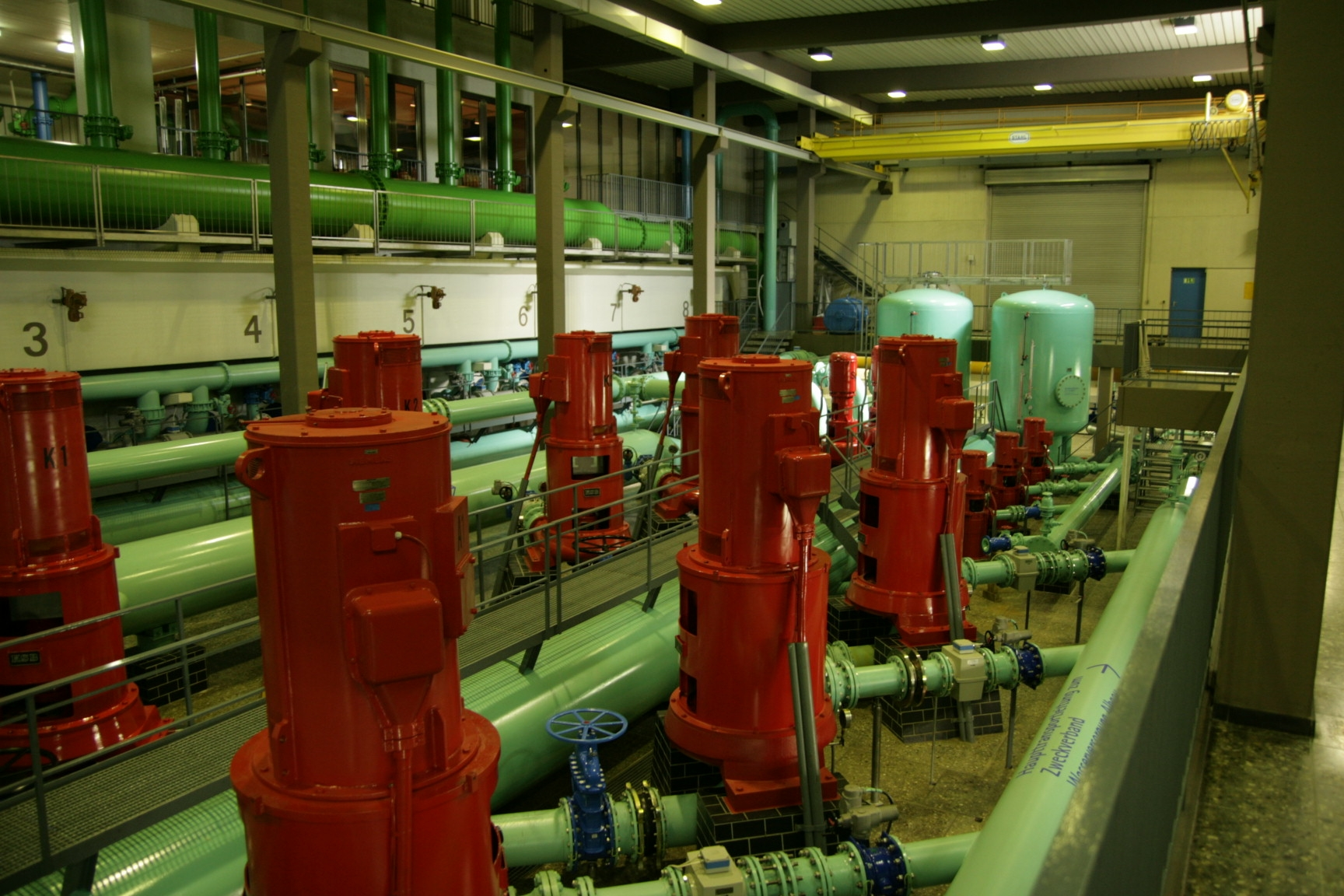
Wasserwerk in Elchesheim-Illingen

Ursprünglich handelte es sich um einen stadteigenen Betrieb, der „Stadtwerke Karlsruhe“ genannt wurde. Die Gründung der GmbH erfolgte zum 1. Juli 1997. Die Stadt hält heute eine 80%ige Beteiligung über ihre Karlsruher Versorgungs-, Verkehrs- und Hafen GmbH (KVVH, die vollständig der Stadt gehört). 20 % der Stadtwerke werden von der EnBW gehalten.
Die Leistungssparten sind insbesondere Strom, Erdgas, Trinkwasser, Fernwärme und Regenerative Energien.
Die Geschäftsführung besteht aus Michael Homann (Vorsitzender) und Iman El Sonbaty. Dem Aufsichtsrat gehören die Erste Bürgermeisterin Gabriele Luczak-Schwarz (Vorsitzende) und Steffen Ringwald (Stellvertretender Vorsitzender) an.

## Kennzahlen
Die Stadtwerke Karlsruhe versorgen 90.000 Haushalte mit Erdgas und über 45.000 mit Fernwärme. Zusätzlich erfolgt die Belieferung von 190.000 Kunden mit Strom. Da das Trinkwasser aus den vier Wasserwerken auch in umliegenden Gemeinden abgenommen wird, werden insgesamt 400.000 Menschen mit Trinkwasser versorgt.
Dabei betrugen die Vertriebsabgabemengen 2022:
- 1,29 TWh Strom
- 1,34 TWh Erdgas
- 24,4 Mio. m³ Wasser
- 0,85 TWh Fernwärme[2]

## Fernwärme
Bereits seit 1904 wird in Karlsruhe mit Fernwärme geheizt. Damals wurden so Teile des Schlosses aus einem Fernheizwerk mit Fernwärme beliefert. Ab 1951 begann dann die großtechnische Versorgung des Siemenswerkes mit Dampf aus dem Kraftwerk Honsellstraße, heute „Heizkraftwerk-West“ (HKW-West). Die Versorgung wurde schrittweise ausgebaut und mündete 1974 darin, dass 6000 Wohnungen in Karlsruhe mit Fernwärme beheizt wurden. 1992 wurde eine Verbindung zwischen dem Rheinhafen-Dampfkraftwerk (RDK) und dem HKW-West hergestellt. Dadurch ist es möglich, bei Bedarf Wärme aus dem RDK auszukoppeln und in das Fernwärmenetz der Stadtwerke Karlsruhe einzuspeisen.
Zwischen 2008 und 2010 entstand im Karlsruher Westen eine fünf Kilometer lange Fernwärmetransportleitung zwischen der Mineralölraffinerie Oberrhein (MIRO) und dem HKW-West. Dadurch ist es möglich Wärme, die im Raffinerieprozess nicht mehr nutzbar ist, als Fernwärme den Karlsruher Haushalten zur Verfügung zu stellen. Die Wärmeleistung dieser ersten Ausbaustufe beträgt 40 MW. Im Oktober 2015 erfolgte die Fertigstellung der zweiten Ausbaustufe. Durch zusätzliche Wärmetauscher in der Raffinerie ist es nun möglich, 50 MW thermische Leistung zusätzlich auszukoppeln.
Heute (Stand 2023) werden über 45.000 Wohnungen in Karlsruhe mit Fernwärme versorgt. Dazu kommen noch Gewerbe-, Industrie- und Handelsbetriebe sowie Dienstleistungsunternehmen. Die spezifischen CO₂-Emissionen pro kWh Fernwärme betragen 70 g.
Fernwärme für Rheinstetten: Im Oktober 2021 nahmen Stadt Rheinstetten, die Netzeigentumsgesellschaft Rheinstetten (NEG) und die Stadtwerke Karlsruhe das Rheinstettener Fernwärmenetz in Betrieb. Nach dreieinhalb Jahren Bauzeit ist die über vier Kilometer lange Hauptleitung von der Karlsruher Rheinstrandsiedlung über Forchheim bis zur „Neuen Mitte“ in Rheinstetten und mehrere Verteilerleitungen fertig und bringen die Karlsruher Fernwärme über die Gemarkungsgrenze.
Die Erzeugungsanlagen im Einzelnen:
- MIRO-Abwärme (90 MW)
- RDK Block 7 (220 MW)
- HKW-West (350 MW ohne Stromerzeugung oder 108 MW in Kraft-Wärme-Kopplung)
- Heizwerk Ahaweg (100 MW)
- Heizwerk Waldstadt (40 MW)[5]

## Netzstatistik
Als Verteilnetzbetreiber in Karlsruhe betreibt die Stadtwerke Karlsruhe Netzservice GmbH (SWKN) das Strom- und Gasnetz. Innerhalb des Netzgebietes leben ca. 328.000 Menschen.
Zum Strom-Verteilnetz gehören (Stand 2018) 60 km 110-kV-Hochspannungskabel, 861 km 20-kV-Mittelspannungskabel und 1,5 km 20-kV-Freileitungen. Im Niederspannungsnetz (ausgeführt als Vierleiternetz) existieren 301 km Freileitungen und 1655 km Kabel. Im Jahr 2018 wurden 1.701 GWh elektrische Energie aus dem vorgelagerten Netz bezogen. Die höchste gleichzeitige Jahresentnahmelast Betrug 278,83 MW. Im gesamten Stromnetz traten Verluste in höhe von 46 GWh auf (entspricht 2,65 %).
Das Gasnetz betreibt die SWKN neben Karlsruhe auch noch in der anliegenden Gemeinde Rheinstetten. Das Netz umfasst die Druckstufen Niederdruck (ND), Mitteldruck (MD) und Hochdruck (HD). Die der SWKN vorgelagerten Netzbetreiber sind die Open Grid Europe GmbH und die Terranets BW GmbH. Im Jahr 2018 Betrug die Länge des Gasleitungsnetzes 797 km, verteilt auf 123 km HD, 84 km MD und 590 km ND. Transportiert wird ausschließlich H-Gas, das zusätzlich an zwei Netzkopplungspunkten noch an nachgelagerte Netzbetreiber weitergeleitet wird. Dies sind die Netze-Gesellschaft Südwest mbH (Netzkopplungspunkt Hardt-West) und SWE Netz GmbH (Netzkopplungspunkt Ettlingen-Nord).
Bezüglich Fernwärme, Stand April 2024,
wurden 800 GWh eingespeist, 704,7 GWh abgenommen und 95,3 GWh waren Netzverluste (12 %). Der Wärmemix besteht aus Industrieller Abwärme 62,3 %, KWK Steinkohle 20,2 %, KWK Biomasse 8,4 %, Erdgas 9,1 %; bei CO2 Emissionen von 78 g/kWh.

## Beteiligungen
Die Stadtwerke Karlsruhe GmbH besitzt mehrere Tochterunternehmen und Anteile an anderen Versorgungsunternehmen.
Die größte Tochter (100 %) ist hierbei die Stadtwerke Karlsruhe Netzservice GmbH, sie ist der Netzbetreiber des Strom- und Gasnetzes in Karlsruhe mit ca. 460 Mitarbeitern. Die Stadtwerke Karlsruhe Netzservice GmbH ist auch der grundzuständige Messstellenbetreiber für Strom, Wasser, Gas und Fernwärme und besitzt für die Messwerke jeder dieser Sparten auch eine staatlich anerkannte Prüfstelle.
Des Weiteren gehören noch zur Unternehmensgruppe:
- SWK Regenerativ Verwaltungs GmbH, Karlsruhe (100 %)
- SWK Novatec GmbH, Karlsruhe (100 %)
- BES – Badische Energie-Servicegesellschaft mbH (66 %)
- KES – Karlsruher Energieservice GmbH, Karlsruhe (50 %)
- KEK Karlsruher Energie- und Klimaschutzagentur gGmbH, Karlsruhe (50 %)
- Onshore Bündelgesellschaft 2 GmbH, Karlsruhe (50 %)
- TelemaxX Telekommunikation GmbH, Karlsruhe (42,045 %)
- PS Project Systems GmbH & Co. KG – Projekt Karlsruhe West, Neumünster (40 %)
- Zweckverband für die Wasserversorgung des Hügellandes zwischen Alb und Pfinz (33,87 %)
- Netzeigentumsgesellschaft Rheinstetten GmbH & Co. KG, Rheinstetten (24,50 %)
- SWK Regenerativ GmbH Co. KG Solarpark I, Karlsruhe (14,33 %)
- Windpool GmbH & Co. KG, Frankfurt am Main (12,50 %)[15]